# Christian Peder Bianco Boeck
Christian Peder Bianco Boeck fue un zoólogo y naturalista noruego (1798 - 1877 ).
Legó sus inmensas colecciones y su fortuna a la Sociedad Real de Ciencias de Noruega.